# Robert Duis
Robert Dennis Duis (Londra, 14 maggio 1913 – Klosters-Serneus, 25 marzo 1991) è stato un cestista tedesco.

## Carriera
Con la Germania ha disputato una partita alle Olimpiadi del 1936.